# فرودگاه سالی وفرد
فرودگاه سالی وفرد (به انگلیسی: Sally Wofford Airport) یک فرودگاه همگانی بهره‌برداری هوایی است که یک باند فرود آسفالت و چمن دارد و طول باند آن ۷۱۰ متر است. این فرودگاه در شهر وینر، آرکانزاس کشور ایالات متحده آمریکا قرار دارد و در ارتفاع ۷۵ متری از سطح دریا واقع شده است.